# Nodar Kumaritashvili
Nodar Kumaritashvili (en georgià: ნოდარ ქუმარიტაშვილი) (25 de novembre de 1988 - 12 de febrer de 2010) fou un luger georgià professional des del 2008. Va arribar al 55è lloc a la copa del món de luge 2008-09. Kumaritashvili va patir un accident als Jocs Olímpics d'hivern del 2010 a Vancouver, Canadà, durant un entrenament esmunyint-se del trineu a 143,3 km/h.

## Mort

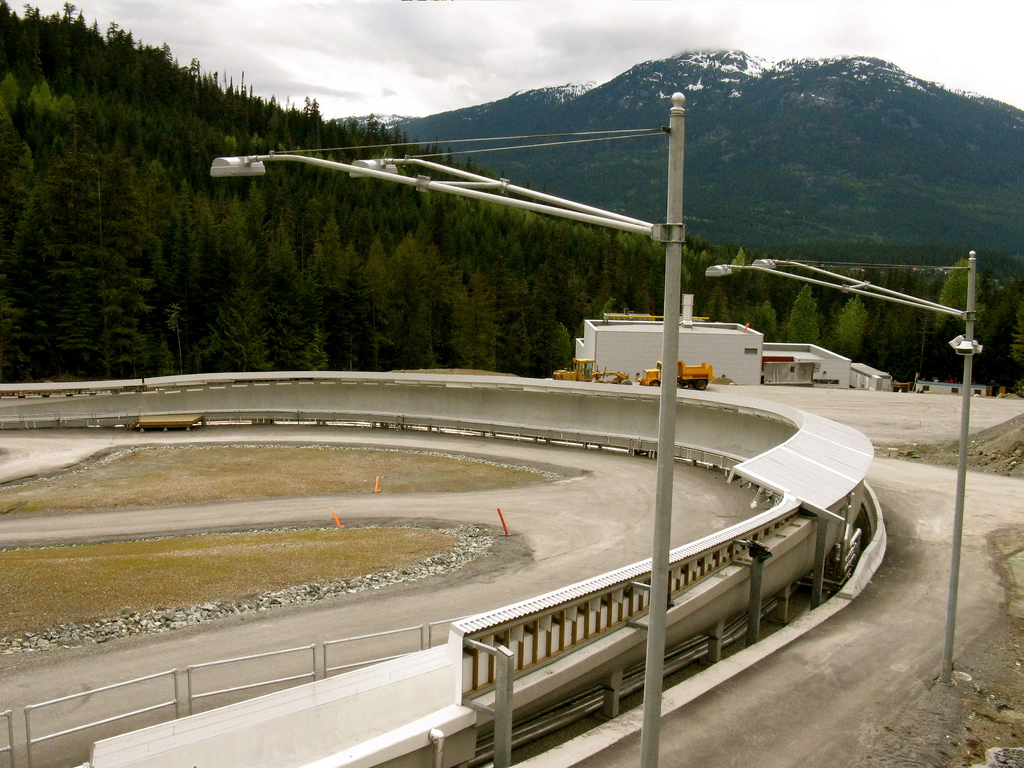
Vista parcial de la pista de lliscament de Whistler, on va morir Kumaritashvili.

Kumaritashvili va classificar-se per a la competició masculina individual, el 12 de febrer, durant una cursa d'entrenament al Whistler Sliding Center, va quedar greument ferit en un accident quan va sortir de la pista i va colpejar amb el cap amb un post d'acer; aleshores corria a 143,3 km/h. Les ferides van requerir assistència mèdica immediata, amb compressió toràcica i reanimació cardiopulmonar, que van resultar infructuoses. Va morir a l'hospital de Whistler, va ser el quart atleta mort en uns Jocs Olímpics d'Hivern, després del luger britànic Kazimierz Kay-Skrzypeski, l'esquiador Ros Milne (tots dos a Innsbruck el 1964) i Nicolas Bochatay (a Albertville el 1992).

### Equip de Geòrgia

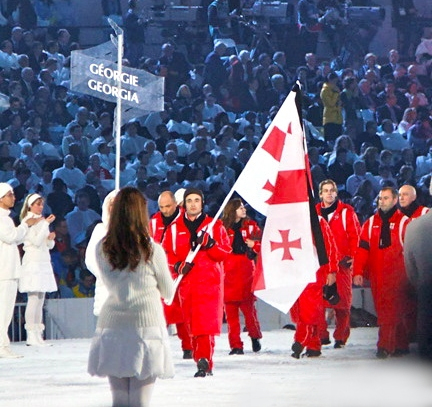
Els atletes de Geòrgia durant la cerimònia d'obertura.

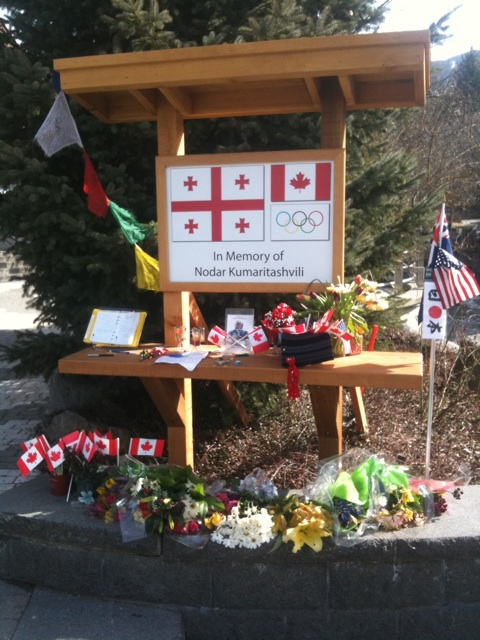
Petit recordatori en memòria de Kumaritashvili a Whistler.

Després de l'accident, l'equip de Geòrgia va anunciar que no participaria en la cerimònia inaugural i que podia retirar-se dels jocs. Això no obstant, els atletes georgians sí que van fer acte de presència durant la inauguració, essent rebuts amb una ovació dempeus per part del públic assistent, i reiterant d'aquesta manera que romandrien a la justa olímpica.
Durant la cerimònia inaugural, els membres de moltes de les delegacions participants van dur una banda negra al braç en homenatge a Kumaritashvili.